# Oliver Bierhoff
Oliver Bierhoff (Karlsruhe, 1 de maio de 1968) é um ex-futebolista alemão. Atualmente é diretor-esportivo da Seleção Alemã.
Bierhoff, famoso por suas precisas cabeçadas para o gol,e por seus belos gols de potentes arremates de fora da área foi eleito jogador alemão do ano em 1998, após ser artilheiro do Campeonato Italiano.

## Carreira

### Clubes
Filho de um magnata, Bierhoff jogou por 9 clubes diferentes, em 4 diferentes campeonatos. Marcou um total de 103 gols na Serie A, uma das melhores marcas para um não-italiano. Na temporada 1997-98, foi artilheiro da Serie A, com 27 gols.
Bierhoff, no entanto, nunca foi um sucesso na Alemanha. Depois de não conseguir brilhar em sua terra natal, onde jogou por Bayer Uerdingen, Hamburgo e Borussia Mönchengladbach entre 1986 e 1990, foi tentar uma chance na Áustria, o que aconteceu na temporada 1990-91, com o Áustria Salzburg (atual Red Bull Salzburg). A boa passagem na Áustria deu-lhe a chance de jogar na Serie A, pelo Ascoli. Mas foi na Udinese, de acordo com seu ex-treinador Alberto Zaccheroni, que Bierhoff encontrou o sucesso na carreira e ganhou seu lugar na Seleção Alemã. Teve ainda uma bem-sucedida passagem pelo Milan entre 1998 e 2001.
Na temporada 2001-02, foi para o Monaco, onde fez apenas 5 gols em 18 partidas. Antes de voltar ao futebol italiano, desta vez para defender o Chievo, chegou a pensar em aposentadoria antes de assinar com o clube de Verona. Seu último jogo como profissional, aos 35 anos de idade, foi contra a Juventus, e, embora não conseguisse evitar a derrota por 4 a 3, marcou um hat-trick na partida, realizada em Turim.

### Seleção Alemã
Com passagem pela equipe Sub-21 da então Alemanha Ocidental, Bierhoff fez sua estreia pela Seleção Alemã no amistoso contra Portugal, em 21 de fevereiro de 1996. Em sua segunda aparição, em 27 de março, ele conseguiu seu primeiro gol, e também o segundo, na vitória sobre a Dinamarca, por 2 a 0. No total, Oliver marcou trinta e sete gols em setenta aparições, incluindo os gols da vitória sobre a República Tcheca, na final da Eurocopa de 1996, após entrar aos sessenta e nove minutos, no lugar de Mehmet Scholl.
Em uma partida contra a Irlanda do Norte, em 20 de agosto de 1997, a Alemanha perdia por 1 a 0, com vinte minutos, quando o então treinador Berti Vogts, decidiu substituir Thomas Haßler, e colocar Bierhoff no lugar deste. Dentro de sete minutos, ele marcou 3 gols, sendo o mais rápido hat-trick da história da seleção alemã.
Bierhoff também participou da Eurocopa de 2000, e de duas Copas do Mundo (1998 e 2002). Seu último jogo pela seleção foi na derrota para o Brasil na final da Copa de 2002.

## Títulos
Milan
- Campeonato Italiano: 1999

Alemanha
- Eurocopa: 1996

### Individuais
- Artilheiro da Serie B Italiana: 1993 (20 gols)
- Artilheiro do Campeonato Italiano: 1998 (27 gols)
- Jogador Alemão do Ano: 1998